# Max Benker-Bernegger
Max Benker-Bernegger (* 8. Dezember 1932 in Zürich als Max Benker; † 7. März 2022 in Männedorf) war ein Schweizer Turner.

## Leben
Max Benker gewann bei den Europameisterschaften 1957 in Paris Silber am Pauschenpferd und jeweils Bronze im Einzelmehrkampf und am Barren. Zudem nahm er an den Olympischen Spielen 1960 in Rom in allen Turndisziplinen teil. Sein bestes Resultat erzielte er mit Rang 14 im Wettkampf am Barren. Im Mannschaftsmehrkampf belegte er mit dem Schweizer Team den 8. Platz. Benker wurde 1959 und 1962 Schweizer Meister im Einzelmehrkampf.
Nach seiner Hochzeit führte er den Doppelnamen Benker-Bernegger.